# Садл-Ривер (Нью-Джерси)
Садл-Ри́вер (англ. Saddle River) — боро в округе Берген, штате Нью-Джерси, США.  Согласно переписи населения США за 2000 год население Садл-Ривера составляло 3201 человек. Согласно данным Бюро переписи населения США, к 2008 году население Садл-Ривера увеличилось до 3793 человек.
Садл-Ривер является вторым в списке городов штата Нью-Джерси по уровню доходов на душу населения. В целом по стране, Садл-Ривер находится на 28-м месте среди 100 наиболее богатых мест в США (среди населенных пунктов где проживает более 1000 семей).